# Байдак Ігор Миколайович
І́гор Микола́йович Байда́к (* 27 квітня 1965, Хмельницький) — український журналіст, краєзнавець, поет, фотограф, колекціонер. Член Національної спілки журналістів України та Хмельницької міської літературної спілки «Поділля». Автор п'яти поетичних збірок, путівника «Стежками рідного краю» (2008), співавтор інформаційного довідника «Сатанів — місто-легенда, місто-курорт» (2007). Лауреат Хмельницької міської премії в галузі історії, культури та мистецтва імені Богдана Хмельницького (2009) .

## Біографія
Народився в сім'ї вчителів. Закінчив школу № 64 в місті Кечкемет в Угорщині (навчався в 1972–1982 роках). До армії працював у Хмельницькому на заводі «Темп». У 1983–1990 роках служив у Збройних Силах СРСР — на Тихоокеанському флоті в бригаді розвідки. Від 1990 року знову мешкає в Хмельницькому. У 1990–2003 роках працював у системі Управління Міністерства внутрішніх справ у Хмельницькій області, зокрема був старшим інспектором центру громадських зв'язків. Його інформаційні повідомлення про кримінальну ситуацію в області друкувати найпопулярніші українські газети — «Україна Молода», «День», «Сегодня», «Факты и комментарии».
Заочно закінчив історичний факультет Вінницького педагогічного інституту (навчався в 1992–1997 роках). Працював журналістом: у редакціях газет «Всім», «Моя газета», головним редактором газети «Подільська хроніка» .
2006 року був одним із 25 кандидатів на посаду міського голови Хмельницького як самовисуванець .
Нині працює у туристичній фірмі. Як екскурсовод розробив низку авторських турів по Хмельницькій області: по обласному центру, Кам'янець-Подільський — Сатанів; Меджибіж — Летичів — Головчинці, «Чудеса над Дністром», Маліївці, Кам'янець-Подільський — Хотин, Хмельницький — Отроків тощо.

## Творчість

### Краєзнавець
2008 року видав накладом 2000 примірників путівник «Стежками рідного краю». До нього увійшов опис двадцяти двох об'єктів Хмельницької області (Кам'янець-Подільський, Ізяслав, Сатанів, Летичів, Антоніни, Новоселиця, Панівці, Гриців, Городище, Голозубинці та інші). Під час роботи над довідником автор працював у трьох напрямках: опрацьовував документи, зустрічався з краєзнавцями на місцях та описував власні відкриття й враження. Своє захоплення вивченням минувшини краю Байдак пояснив так: «Це справа мого життя. Ідея, мабуть, виникла із самого дитинства, коли мій рідний дядько привчав до історії, краєзнавства. Серйозно почав займатися дослідженням рідного краю, їздити та збирати матеріали протягом кількох останніх років. Їздив за власний кошт, вклав у цю справу і душу, і тіло».
У серпні 2009 року Хмельницький міськвиконком присудив Ігореві Байдаку одну із шести щорічних міських премій імені Богдана Хмельницького у галузі історії, культури та мистецтва, а саме премію у галузі історико-краєзнавчих досліджень, збереження культурної спадщини — за вагомі досягнення у розвитку історичного краєзнавства міста Хмельницького та Подільського краю .

### Фотограф
5 червня 2009 року в Хмельницькому відкрилася персональна фотовиставка Байдака «Стежками рідного краю». У вересні 2009 року на фотоконкурсі «Хмельницький крізь об'єктив», присвяченому Дню міста, Ігор Байдак здобув відзнаку міського голови за роботу «Сам собі збудую дім» .

### Колекціонер
Майже 20 років Ігор Байдак колекціонує мініатюрних слонів. Таких фігурок у його колекції понад 300 із приблизно ста країн. Усе почалося з того, що коли Байдак служив у бригаді розвідки та ходив на бойову службу на пів року в Тихий океан, батьки його похресниці подарували йому на удачу одного маленького слоника, який тричі ходив із Байдаком на бойову службу та започаткував майбутню колекцію. 2009 року в Хмельницькому музеї історії міста відбулася виставка, на якій було представлено колекцію Байдака .

### Поет
Ігор Байдак почав друкуватися в місцевій пресі в першій половині 1990-х років. Нині він член Хмельницької міської літературної спілки «Поділля». Видав поетичні збірки «Траєкторія» (1996), «А-у-у-у-у!» (2000), «Пейзаж душі» (2002) та ін. Основна тематика його творчості: Україна та утвердження національної свідомості, інтимна лірика, гумор і сатира.
У поезії Ігор Байдак відображає бачення сьогодення очима молодої людини, громадянина вільної України, патріота. Так, у вірші «Повернення» поет запитує:
У ріках наші плинуть коропи,
В лісах свої радіють соловейки.
Чому ж і досі серед нас раби
Співають під чужинські батарейки?
Ліричний герой поета буває доволі різним. То він ніжнозакоханий, збентежений щирими почуттями. А в інших віршах він гнівно викриває, таврує недоліки суспільного ладу. Але найчастіше ліричний герой іронізує над життєвими негараздами .
Ігор Байдак — автор, режисер і виконавець моноспектаклю «Історія Хмельницького краю» . Пісні на вірші Ігоря Байдака пише та виконує заслужений артист України Володимир Смотритель. Деякі з них увійшли до пісенного альбому «Фас», випущеного Смотрителем 2007 року .
Учителі-словесники Теофіпольського району розробили «Урок поезії за віршами поета Ігоря Байдака», який проводиться під час вивчення в школі літератури рідного краю. Його вміщено в посібнику для вчителів-словесників Хмельницької області «Література рідного краю» (2005), в науково-методичному журналі «Українська література в загальноосвітній школі» (2010).

## Видання
- Байдак Ігор. А-у-у-у-у!: [Поезії] / [Ред. Л. В. Холевчук]. — Хмельницький: НВП «Евріка» ТОВ, 2000. — 49, [2] с.: іл.
- Байдак Ігор. Пейзаж душі: [Вірші]. — Хмельницький: НВП «Евріка» ТОВ, 2002. — 37, [2] с. — ISBN 966-7959-38-4
- Байдак Ігор. Стежками рідного краю. — Хмельницький: Видавництво Алли Цюпак, 2008. — 187 с. — ISBN 978-966-2180-01-5
- Перова Олена, Байдак Ігор. Сатанів — місто-легенда, місто-курорт: Інформаційний довідник (історія, санаторії, екскурсії). — Хмельницький: Видавництво Алли Цюпак, 2007. — 40 с.